# پایلو، لیائونینگ
پایلو، لیائونینگ (به لاتین: Pailou) یک شهرک در جمهوری خلق چین است که در هایچنگ واقع شده‌است. پایلو ۹۵٫۶۸ کیلومتر مربع مساحت و ۳۹٬۹۰۰ نفر جمعیت دارد.